# Ummendorf (Börde)
Ummendorf ist eine Gemeinde im Landkreis Börde in Sachsen-Anhalt (Deutschland). Sie gehört der Verbandsgemeinde Obere Aller an, die ihren Sitz in der Gemeinde Eilsleben hat.

## Geografie und Geologie
Im Gemeindegebiet von Ummendorf am Nordwestrand der Magdeburger Börde liegen zwei Quellen der Aller. Nahe dem Ortsteil Gehringsdorf erreicht der bewaldete Höhenzug Hohes Holz im Edelberg 209 m ü. NN. Seehausen ist ca. 10 km, die niedersächsische Stadt Helmstedt etwa 18 km von Ummendorf entfernt.
Umgeben wird Ummendorf von den Nachbargemeinden Wefensleben im Norden, Ingersleben und Erxleben im Nordosten, Eilsleben im Osten und Süden sowie Völpke im Südwesten.
Der Ummendorfer Sandstein, der auch Magdeburger Sandstein genannt wird und unweit von Ummendorf abgebaut wurde, hat große kunsthistorische Bedeutung, weil auf Weisung Friedrichs des Großen ein großer Teil dieser Sandsteine in seinen Prachtbauten in Potsdam verbaut wurde. Die Burg Ummendorf und der Magdeburger Dom sind ebenfalls aus diesem Naturstein gebaut worden.

### Gemeindegliederung
Zu Ummendorf gehört der 3 km nordöstlich liegende Ortsteil Neu Ummendorf.

## Geschichte
Im Jahr 1145 taucht Ummendorf erstmals in einer Besitzurkunde auf. Hierin wurden die Besitzungen des Klosters Berge (nahe Magdeburg) in Ummendorf von Papst Lucius II. bestätigt.
Ende des 12. Jahrhunderts war das Dorf im Besitz derer von Ummendorf, die in dieser Zeit die ursprüngliche Burg Ummendorf erbauten. Im 15. Jahrhundert gehörte die Burg für einige Jahre der Familie von Veltheim, die sich später als Raubritter betätigten und 1430 von den Magdeburgern vertrieben wurden.
Ab Mitte des 15. Jahrhunderts herrschte die Familie von Meyendorff, die Mitte des 16. Jahrhunderts um den erhalten gebliebenen Turm die heutige Burganlage errichtete.
1553 berief Andreas I. von Meyendorff Wolfgang Kropf als ersten evangelischen Pfarrer nach Ummendorf. In den Jahren 1556 bis 1566 wurde die Dorfkirche Ummendorf im Auftrag des Burgherrn Andreas I. von Meyendorff aufwendig umgebaut. 1564 wurde eine Küsterschule gegründet, und Andreas I. von Meyendorff führte die Schulpflicht für Jungen ein.
1667 stirbt in Ummendorf die Linie des Geschlechts von Meyendorff aus.
Die Burg wurde im Dreißigjährigen Krieg von Wallenstein erobert. Im 17. Jahrhundert war Ummendorf erneut im Besitz der Familie von Veltheim.
Durch Bestimmungen des Westfälischen Friedens fiel das ehemalige Erzbistum an das Kurfürstentum Brandenburg. Damit wurde Ummendorf zur kurfürstlichen Domäne.

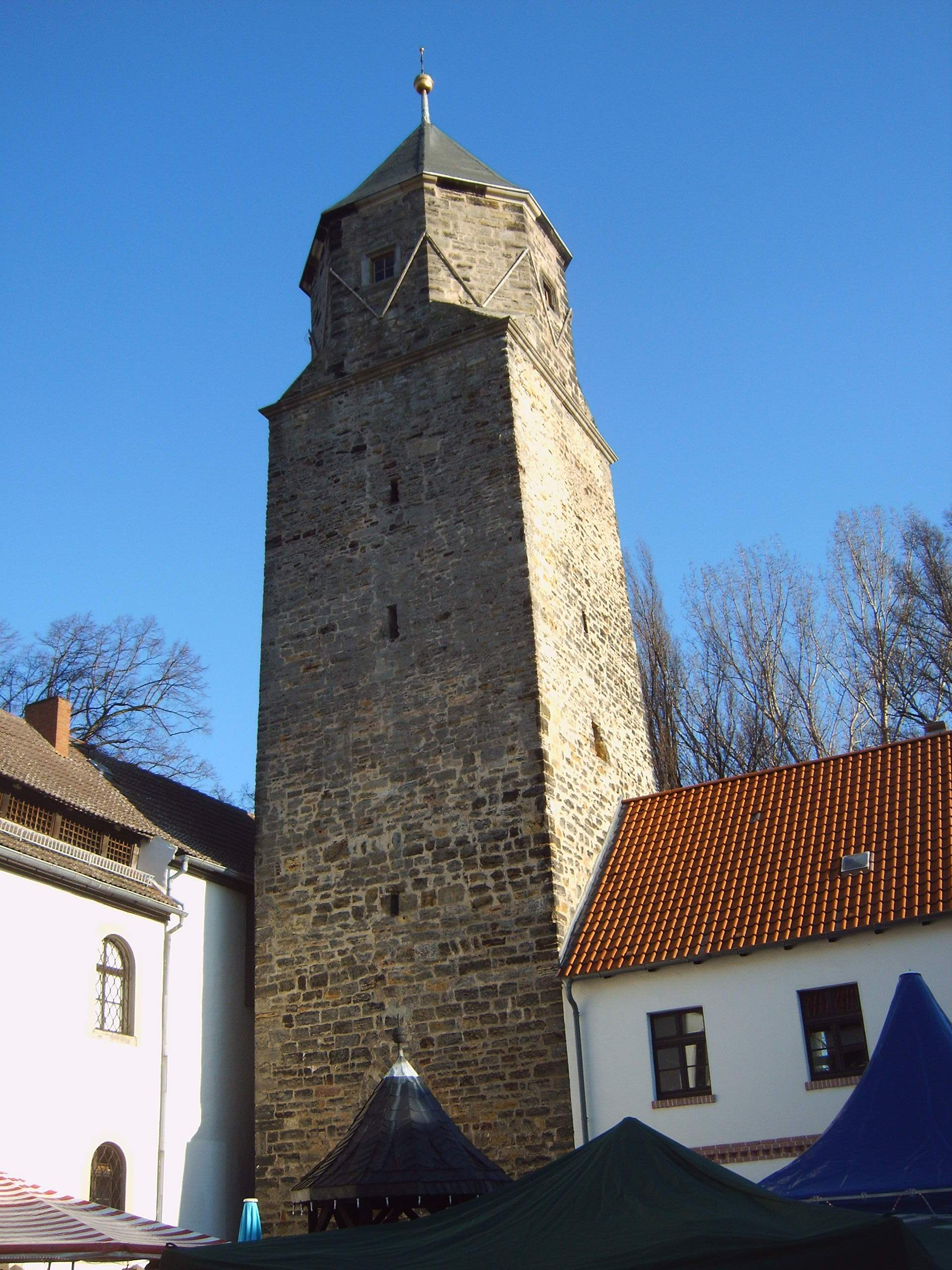
Bergfried der Burg Ummendorf
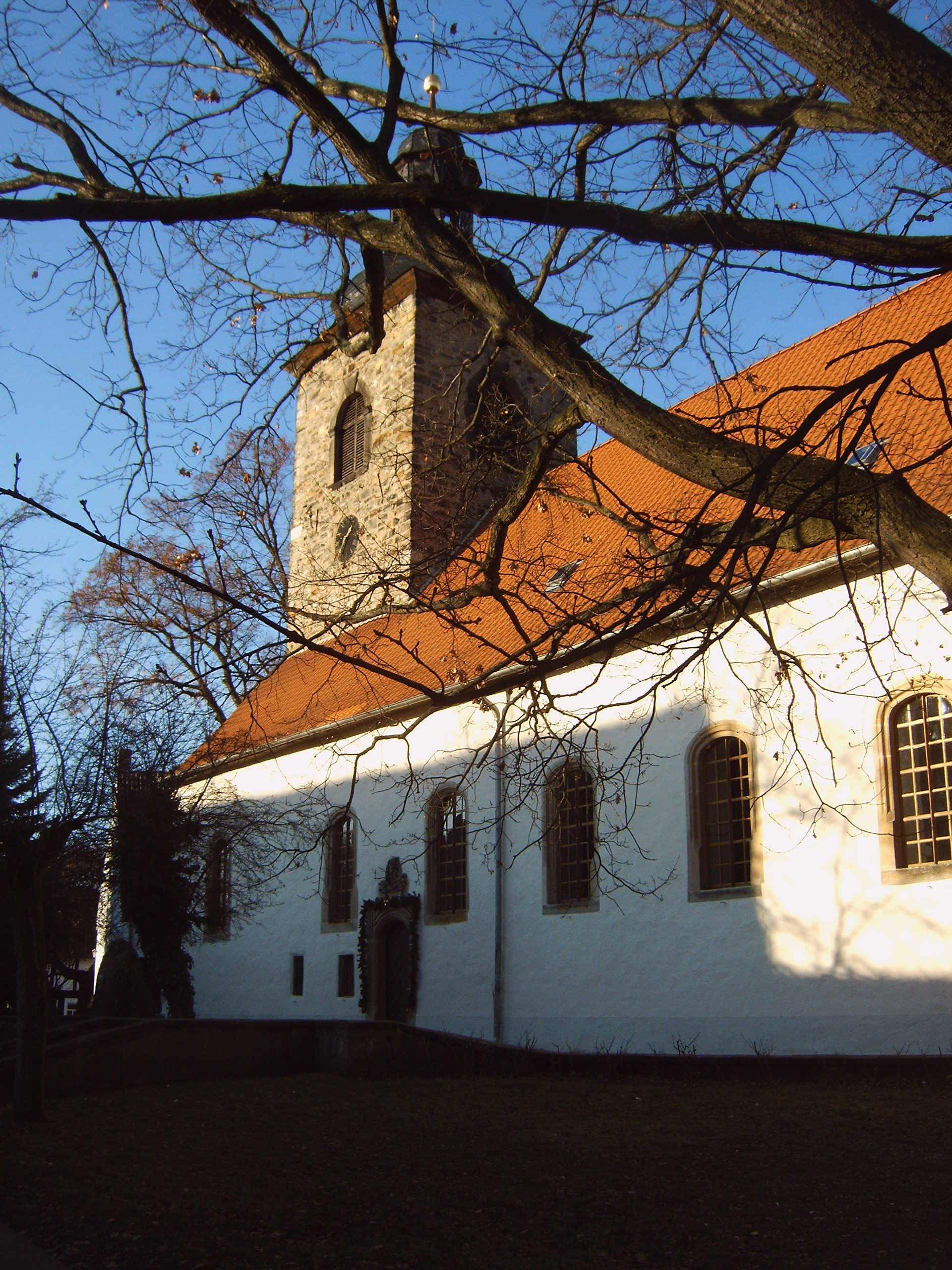
Dorfkirche Ummendorf

### Bevölkerung
| Jahr       | Einwohner |
| ---------- | --------- |
| 31.12.2003 | 1.063     |
| 31.12.2004 | 1.061     |
| 31.12.2005 | 1.053     |
| 31.12.2006 | 1.036     |
| 31.12.2007 | 1.039     |
| 31.12.2008 | 1.012     |
| 31.12.2009 | 1.006     |
| 31.12.2010 | 1.010     |
| 31.12.2011 | 1.009     |
| 31.12.2012 | 1.009     |
| 31.12.2013 | 993       |
| 31.12.2014 | 995       |
| 31.12.2015 | 987       |

(Quellen: Statistisches Landesamt Sachsen-Anhalt)

## Politik
Ummendorf ist mit knapp 1000 Einwohnern die kleinste selbstständige Mitgliedsgemeinde der Verbandsgemeinde Obere Aller.
Seit 1990 existiert eine Bürgerinitiative, das Ummendorfer Bürgerforum e. V., die seitdem durchgängig im Gemeinderat vertreten ist. Ebenfalls seit 1990 gibt es eine CDU-Fraktion. Bis zur Wahl 2009 war eine Fraktion aus Ummendorfer Sportfreunden vertreten. Das Interesse zur politischen Partizipation war durch ausreichende Kandidatenaufstellung zu Gemeinderatswahlen immer abgesichert. Der erste Bürgermeister der Gemeinde Ummendorf nach der Wende war Erhard Pötzsch (Mitglied des Ummendorfer Bürgerforum e. V.). Im Anschluss wurde Reinhard Falke Bürgermeister der Gemeinde Ummendorf. Die verschiedenen Fraktionen arbeiteten immer sehr partnerschaftlich und im Interesse des Dorfes zusammen. Dadurch konnten zahlreiche Erfolge verbucht werden (z. B. bei Dorferneuerungswettbewerben).

### Wappen
Das Wappen wurde am 10. August 1995 durch das Regierungspräsidium Magdeburg genehmigt.
Blasonierung: „Gespalten, vorn in blau ein silberner Schwan am Spalt mit rotem Schnabel und rotem Schwimmfuß, hinten siebenmal geteilt von silber über blau, in den blauen Balken je eine Reihe gestürzter silberner Eisenhutpfahlfehs.“
Es wurde auf der Grundlage eines Anfang des 13. Jahrhunderts verwendeten Wappens derer von Ummendorf gestaltet.

## Gedenkstätten
- Am Ende der Straße „Thiemühle“ befindet sich eine Grabstätte mit Gedenkstein für einen namentlich bekannten Polen, der während des Zweiten Weltkrieges nach Deutschland verschleppt und ein Opfer von Zwangsarbeit wurde. Er wurde am 21. Januar 1943 unweit der heutigen Gedenkstätte am „Thie“ öffentlich erhängt, weil er Frau und Kind vor den Schlägen des Gutsbesitzers Bethge schützen wollte.
- Zwei Kriegerdenkmäler befinden sich in der Sommerschenburger Straße auf dem Gelände des alten Friedhofes.
- Anlässlich des Friedens nach dem Deutsch-Französischen Krieg nach 1871 wurde in Ummendorf eine Friedenseiche gepflanzt. Sie steht auf dem ehemaligen Bäckerplatz. Erst nach dem Zweiten Weltkrieg erhielt der Platz den Namen Friedensplatz.

## Kultur und Sehenswürdigkeiten
Die geschützten Kulturdenkmale der Gemeinde sind im örtlichen Denkmalverzeichnis aufgeführt.
- Von 1975 bis 1985 fanden auf dem Gelände des Ummendorfer Steinbruchs Bildhauer-Symposien statt.[2]

- Das in Ummendorf befindliche Börde-Museum Burg Ummendorf zeigt neben wechselnden Sonderausstellungen unter anderem alte Landmaschinen.
- Jährlich findet im Innenhof der Burganlage der Burgsommer statt. Es werden Konzerte, ein historischer Handwerkermarkt, Bühnenspiele des Ummendorfer Burgtheaters e. V. sowie das Treffen historischer Fahrzeuge angeboten.
- Nach mehrmaligen Teilnahmen am Wettbewerb Unser Dorf soll schöner werden - Unser Dorf hat Zukunft konnte Ummendorf im Jahr 2002 die Goldplakette des Bundeswettbewerbes erringen. Ummendorf richtete am 23. September 2006 die Siegerehrung für das Siegerdorf des Europäischen Dorferneuerungswettbewerb 2006 aus.
- Im Jahre 2004 beteiligte sich Ummendorf am Wettbewerb zum Europäischen Dorferneuerungspreis. Der 8. Wettbewerb der Europäischen ARGE Landentwicklung und Dorferneuerung stand unter dem Motto „Aufbruch zur Einzigartigkeit“. Ummendorf gewann diesen Titel für die Jahre 2004 und 2005.

## Verkehrsanbindung
Ummendorf liegt an der Bundesstraße 245a (Haldensleben–Halberstadt), die Autobahnanschlussstelle Alleringersleben (A 2) ist ca. 7 km von der Gemeinde entfernt. Weitere Straßenverbindungen bestehen in die umliegenden Städte Helmstedt, Wanzleben und Seehausen. Der Bahnhof in der Nachbargemeinde Eilsleben liegt an der Bahnstrecke Braunschweig–Magdeburg.

## Persönlichkeiten
- Irmingard II. von Ummendorf, von 1298 bis 1307 die Äbtissin des freien weltlichen Stiftes von Gernrode und Frose.
- Andreas von Meyendorff (1522–1583), war von 1545 bis 1583 Burgherr auf der Burg Ummendorf
- Gerhard Struve (1835–1904), Reichstags- und Landtagsabgeordneter
- Albert Wipper (1896–nach 1944), Staatsbeamter und Landwirtschaftsfunktionär
- Gerhard Mensch (1937–2021), Wirtschaftswissenschaftler

## Belege
1. ↑  Statistisches Landesamt Sachsen-Anhalt, Bevölkerung der Gemeinden – Stand: 31. Dezember 2023 (Fortschreibung auf Basis des Zensus 2022) (Hilfe dazu).
2. ↑  Das schöne Detail... Brunnen, Türme, Figuren :: Figur und Relief/am Wege entdeckt :: Ummendorf. Abgerufen am 9. Oktober 2022.